# بوكو إنكانتادو
بوكو إنكانتادو (بالبرتغالية: Poço Encantado‏) هو كهف يقع بالقرب من حديقة تشابادا ديامانتينا الوطنية، في ولاية باهيا في البرازيلية.